# Pedoptila thaletes
Pedoptila thaletes is een vlinder uit de familie Himantopteridae. De wetenschappelijke naam van deze soort is voor het eerst geldig gepubliceerd in 1907 door Druce.
De soort komt voor in tropisch Afrika.